# Маунт-Плезант (Нью-Йорк)
Маунт-Плезант (англ. Mount Pleasant) — город в округе Уэстчестер, штат Нью-Йорк, США, входящий в агломерацию Нью-Йорка Расположен в 42 километрах к северу от мидтауна Манхэттена. По данным переписи 2020 года население города составляло 44 436 человек. Деревни Валхалла, Хоторн, Покантико-Хилс и Торнвуд, а также посёлки Плезантвилл, Слипи-Холлоу и небольшая часть Брайрклифф-Мэнор находятся в пределах города.

## История
В XVII веке этот район принадлежал Фредерику Филипсу из Болсварда, который жил в поместье Филипсберг. В 1842 году в Плезантвилле на Гарлемской линии была построена станция, что поспособствовало развитию района, и открытию многих предприятий. В 1906—1913 годами в Покантико-Хилс была построена вилла Кикуит для Джона Д. Рокфеллера, основателя Standard Oil. Вилла оставалась в руках семьи Рокфеллеров на протяжении четырех поколений, пока не была внесена в Национальный реестр исторических мест США в 1976 году как национальный исторический памятник, и не превращена в музей в 1979.

## География
Маунт-Плезант расположен примерно в 27 милях к северу от Манхэттена. По данным Бюро переписи населения США, город имеет общую площадь 85 км2, из которых 72 км2 занимает суша и 13 км2 (15,26 %) водная поверхность.

## Демография
| Год переписи                     | Нас.  |  | %±     |
| -------------------------------- | ----- |  | ------ |
| 1790                             | 1924  |  | —      |
| 1820                             | 3684  |  | 91,5%  |
| 1830                             | 4932  |  | 33,9%  |
| 1840                             | 7307  |  | 48,2%  |
| 1850                             | 3323  |  | −54,5% |
| 1860                             | 4517  |  | 35,9%  |
| 1870                             | 5210  |  | 15,3%  |
| 1880                             | 5450  |  | 4,6%   |
| 1890                             | 5844  |  | 7,2%   |
| 1900                             | 8698  |  | 48,8%  |
| 1910                             | 11863 |  | 36,4%  |
| 1920                             | 14004 |  | 18%    |
| 1930                             | 20944 |  | 49,6%  |
| 1940                             | 24138 |  | 15,3%  |
| 1950                             | 26022 |  | 7,8%   |
| 1960                             | 34955 |  | 34,3%  |
| 1970                             | 38535 |  | 10,2%  |
| 1980                             | 39298 |  | 2%     |
| 1990                             | 40590 |  | 3,3%   |
| 2000                             | 43221 |  | 6,5%   |
| 2010                             | 43724 |  | 1,2%   |
| 2020                             | 44436 |  | 1,6%   |
| 1790–2020 Переписи населения США |       |  |        |

По переписи 2000 года в городе проживало 43 221 человек, 13 737 домохозяйств и 10 522 семьи. Плотность населения составила 602,5 человека на квадратный километр. Было зарегистрировано 13 985 единиц жилья со средней плотностью 194,9 человек на квадратный километр. Расовый состав населения города составил: 84,25 % белых, 5,07 % афроамериканцев, 0,24 % коренных американцев, 3,26 % азиатов, 0,04 % жителей островов Тихого океана, 5,02 % представителей других рас и 2,11 % представителей двух или более рас. Латиноамериканцы или латиноамериканцы любой расы составляли 14,01 %.
Из 13 737 домохозяйств, в 38,3 % проживали дети в возрасте до 18 лет, 65,0 % составляли супружеские пары, живущие вместе, 8,4 % имели домохозяйку без мужа и 23,4 % не были семейными. 18,4 % домохозяйств состояли из одного человека, а 7,5 % — из одного человека в возрасте 65 лет и старше. Средний размер домохозяйства составлял 2,89 человек, а средний размер семьи — 3,30.
Возрастной состав города был следующим: 26,0 % жителей в возрасте до 18 лет, 8,3 % в возрасте от 18 до 24 лет, 30,7 % в возрасте от 25 до 44 лет, 22,6 % в возрасте от 45 до 64 лет и 12,4 % в возрасте 65 лет и старше. Средний возраст составил 36 лет. На каждые 100 женщин приходилось 103,0 мужчин. На каждые 100 женщин в возрасте 18 лет и старше приходилось 100,1 мужчин.
Средний доход домохозяйства составлял 81 072 доллара США, а средний доход семьи — 96 403 доллара США (по оценкам 2007 года эти цифры выросли до 103 657 долларов США и 129 077 долларов США соответственно). Средний доход мужчин составлял 60 761 доллар против 41 023 доллара у женщин. Доход на душу населения в городе составил 35 468 долларов. Около 2,6 % семей и 4,9 % населения находились за чертой бедности, в том числе 4,2 % лиц в возрасте до 18 лет и 3,5 % лиц в возрасте 65 лет и старше.

## Административное деление
- Арчвилл[англ.] — деревня к югу от Скарборо.
- Брайрклифф-Мэнор — восточная часть этой деревни расположена в городе.
- Валхалла[англ.] — деревня в юго-восточной части города. В деревне находится ратуша.
- Плезантвилл[англ.] — деревня, расположенная в северо-восточной части города.
- Покантико-Хилс[англ.] — деревня, расположенная в центре города, к северо-востоку от Сонной Лощины и к юго-западу от Плезантвилла.
- Скарборо[англ.] — деревня в северной части города, разделенная между поместьем Брайарклифф и Оссинингом.
- Слипи-Холлоу (бывший Норт-Тэрритаун) — деревня, расположенная в юго-западной части города.
- Торнвуд — деревня, расположенная к югу от Плезантвилла.
- Хоторн[англ.] — деревня, расположенная в восточной части города.

## Биотехнологический исследовательский центр
В апреле 2017 года официальные лица округа Уэстчестер обнародовали планы строительства биотехнологического центра площадью 914,4 тыс. квадратных метров с использованием частных инвестиций в размере 1,2 миллиарда долларов США на свободной земле, прилегающей к Уэстчестерскому медицинскому центру в Валхалле. Ожидается, что центр бионауки, созданный в результате государственно-частного партнерства, создаст 12 000 новых рабочих мест и почти 700 тысяч квадратных метров площадей для биотехнологических исследований.